# 吉田孝頼
吉田 孝頼（よしだ たかより）は、戦国時代の武将。長宗我部氏の家臣。

## 出自
土佐国の国人である土佐吉田氏は、藤原北家秀郷流の末裔を称する山内首藤氏の支流。山内首藤俊通の子・俊宗が足利尊氏に従い、功を上げ土佐に所領を得たことを始まりとする。

## 略歴
永正15年（1518年）、長宗我部国親が土佐岡豊城に復帰すると、孝頼は国親の妹を妻として迎え、国親に仕えた。孝頼は智謀に優れており長宗我部氏の躍進に一役買ったと言われる。
大永6年（1526年）、国親は娘を香宗我部秀義に嫁がせる約束をしていたが、これを反故し本山茂辰に嫁がせた。国親の違約に秀義は激怒し、国親討伐の兵を挙げた。しかし孝頼が出家して詫びたため、香宗我部氏は本山氏にその軍を向けたという。これは、香宗我部氏と本山氏を争わせ、弱体化を企図した為といわれている。また、長宗我部氏の軍制の基本である「一領具足」を考案したのも孝頼といわれている。永禄3年（1560年）9月、元親の命を受けて土佐郡の井口城主・井口勘解由を攻めている。
その後も長宗我部氏の宿老として活躍したが、永禄6年（1563年）に病死した。